# Eduardo Ramírez Villamizar
Eduardo Ramírez Villamizar (Pamplona, 23 agosto 1923 – Bogotà, 24 agosto 2004) è stato un artista colombiano, vincitore del Salón Nacional de Artistas de Colombia.

## Biografia

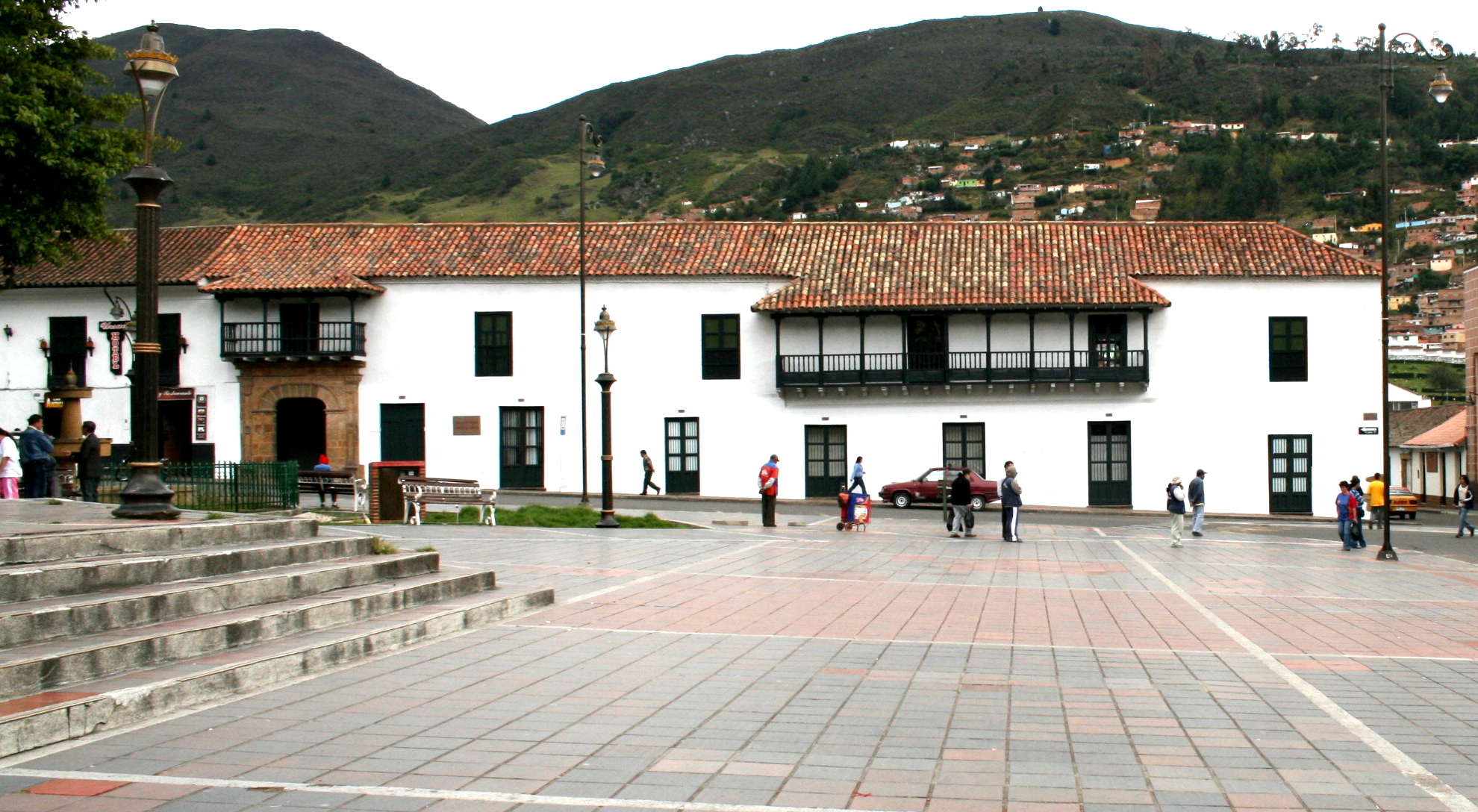
Museo di Arte Moderna Ramírez Villamizar a Pamplona

Tra i protagonisti del Costruttivismo artistico, la sua astrazione concettuale basata sull'anarchia intellettuale fu influenzata storicamente dall'agitata vita politica del suo paese. Iniziò come pittore figurativo nel campo dell'espressionismo a partire dal 1950. Successivamente, realizzò murales caratterizzati da un design purista, considerando il vuoto il vero materiale.

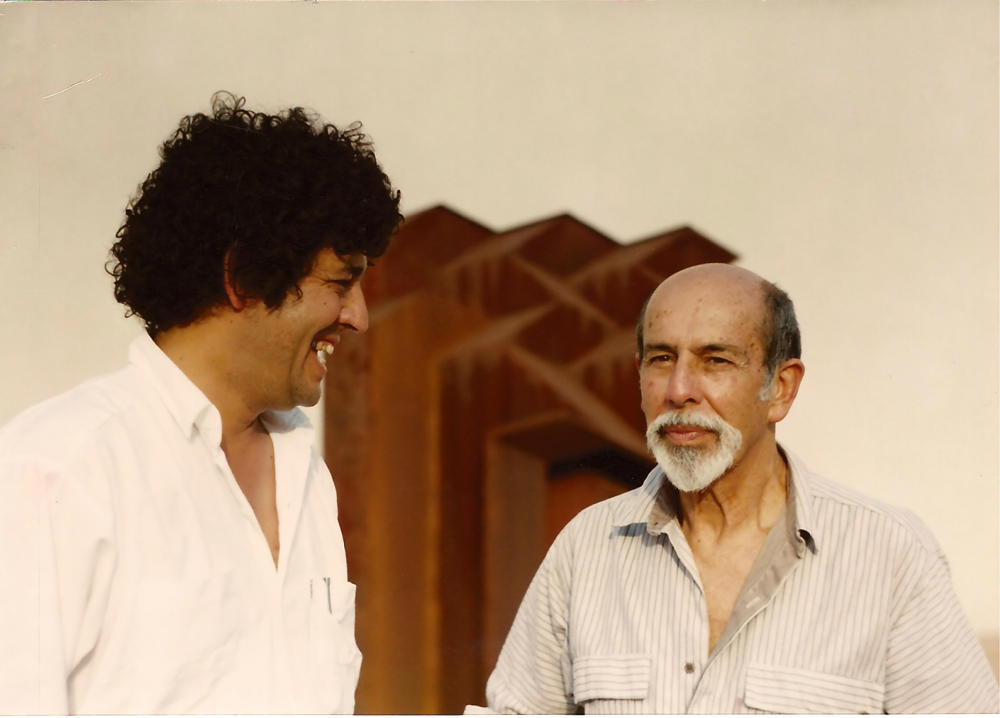
Eduardo Ramírez Villamizar (a destra) con il regista Herminio Barriera, Museo dell'Arte Moderna di Bucaramanga

I suoi lavori di scultura iniziarono intorno al 1960, seguendo la linea del geometrismo avviato un decennio prima da Hugo Martínez González, e con ciò divenne conosciuto in diversi paesi in America. Si caratterizzò soprattutto per la sua esigenza e rigore spirituale, caratteristiche che le definirono come una persona audace ma timida in ambito personale.
I suoi lavori costituiscono una testimonianza di assimilazione e reazione all'ambiente che lo circondava.
Le sue ceneri sono conservate nel Museo di Arte Moderna Ramírez Villamizar della città di Pamplona.

## Opere
La maggior parte delle sue opere di piccola e media dimensione si trovano concentrate nel museo che porta il suo nome.
Numerose sculture monumentali si trovano principalmente a Bogotá. Tra esse risaltano:
- Catedral policromada.
- Doble Victoria alada, Ramírez Villamizar Homenaje a Manuel Cepeda Vargas.
- Homenaje al expresidente Virgilio Nave.
- Flor blanco y negro.